# 埃库夫朗
埃库夫朗（法語：Écouflant，法語發音：[ekuflɑ̃] ⓘ）是法国曼恩-卢瓦尔省的一个市镇，位于该省中北部，省会昂热市区以北，属于昂热区。

## 地理
埃库夫朗（47°31'46"N, 0°31'52"W）面积17.02 平方千米，位于法国卢瓦尔河地区大区曼恩-卢瓦尔省，该省份为法国西部内陆省份，大致对应安茹地区，北起顺时针与马耶讷省、萨尔特省、安德尔-卢瓦尔省、维埃纳省、德塞夫勒省、旺代省、大西洋卢瓦尔省和伊勒-维莱讷省接壤。
与埃库夫朗接壤的市镇（或旧市镇、城区）包括：昂热、布里奥莱、康特奈-埃皮纳尔、圣巴泰勒米当茹、安茹地区韦里耶尔、苏莱尔和布尔、安茹地区里沃迪卢瓦。

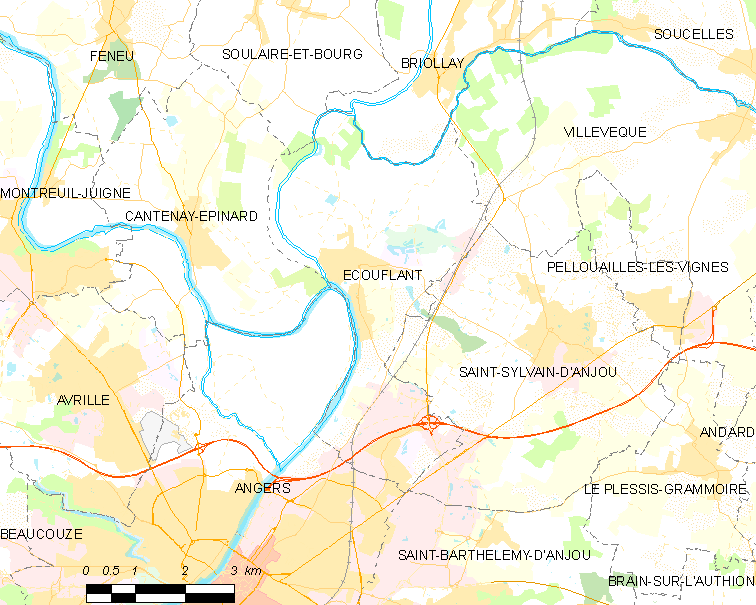
埃库夫朗的OSM定位图

埃库夫朗的时区为UTC+01:00、UTC+02:00（夏令时）。

## 行政
埃库夫朗的邮政编码为49000，INSEE市镇编码为49129。

## 政治
埃库夫朗所属的省级选区为昂热第五县。

## 人口

1962-2008年间埃库夫朗人口变化图示

埃库夫朗于2022年1月1日时的人口数量为4614人。